# Église de l'Immaculée-Conception de Grand-Bourg
Pour les articles homonymes, voir Église de l'Immaculée-Conception.
Ne doit pas être confondu avec Église de l'Immaculée-Conception des Abymes.
L'église de l'Immaculée-Conception de Grand-Bourg est un édifice religieux catholique située à Grand-Bourg sur l'île de Marie-Galante dans le département de la Guadeloupe. Elle est consacrée à l'Immaculée Conception, c'est-à-dire à la Vierge Marie, et rattachée au diocèse de Basse-Terre et Pointe-à-Pitre.

## Historique
L'église est construite entre 1827 et 1847 au centre de la ville de Grand-Bourg sur l'île de Marie-Galante pour être le lieu de la paroisse de Grand-Bourg érigée en 1660. Sa fête patronale a lieu le 8 décembre.
Elle est classée le 25 juillet 1979 aux Monuments historiques. 
En avril 2013, les cinq cloches de l'église sont déposées pour être restaurées ainsi que le clocher les abritant.

## Architecture et ornements

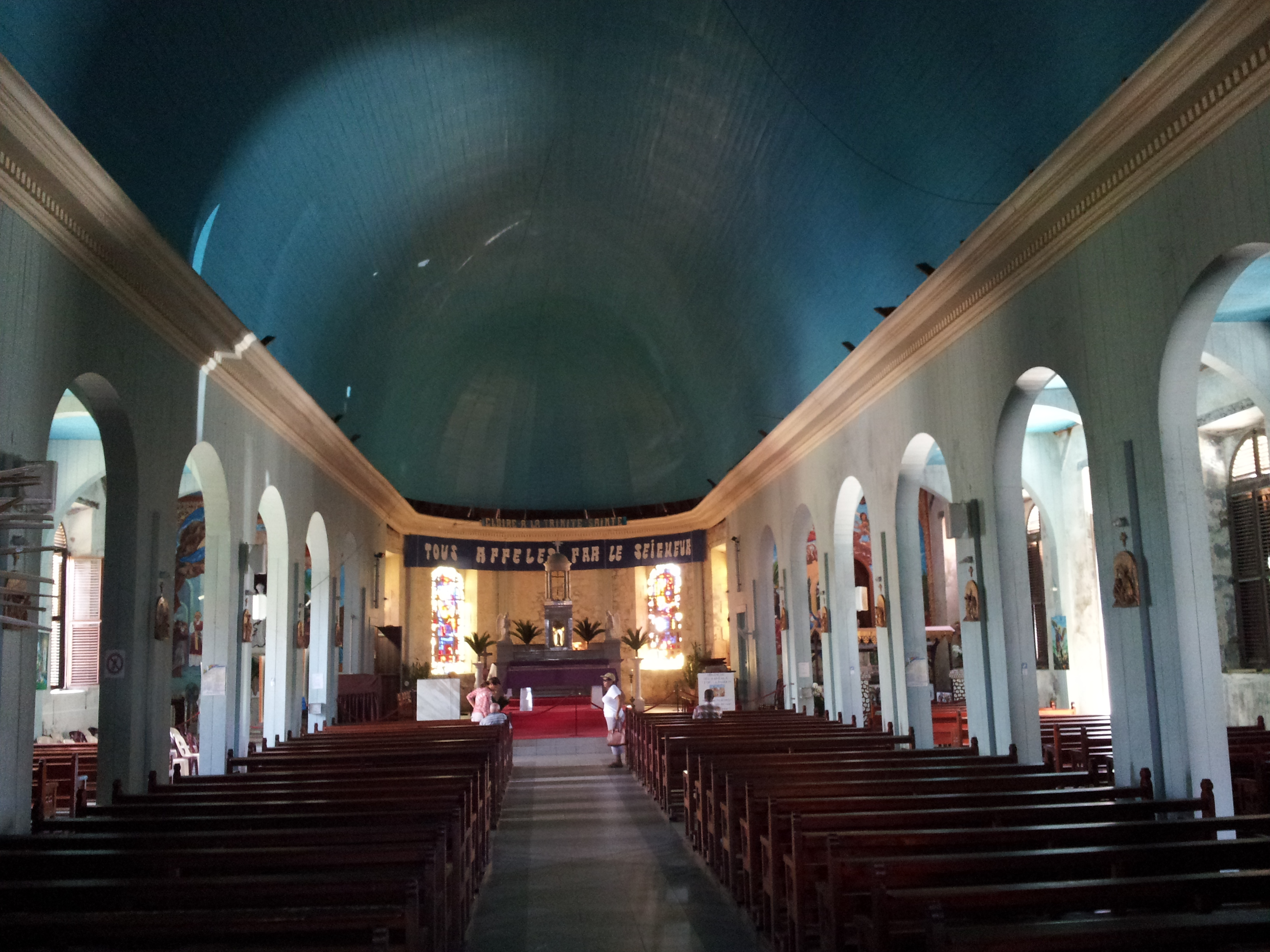
Nef de l'église.